# Куба во Второй мировой войне

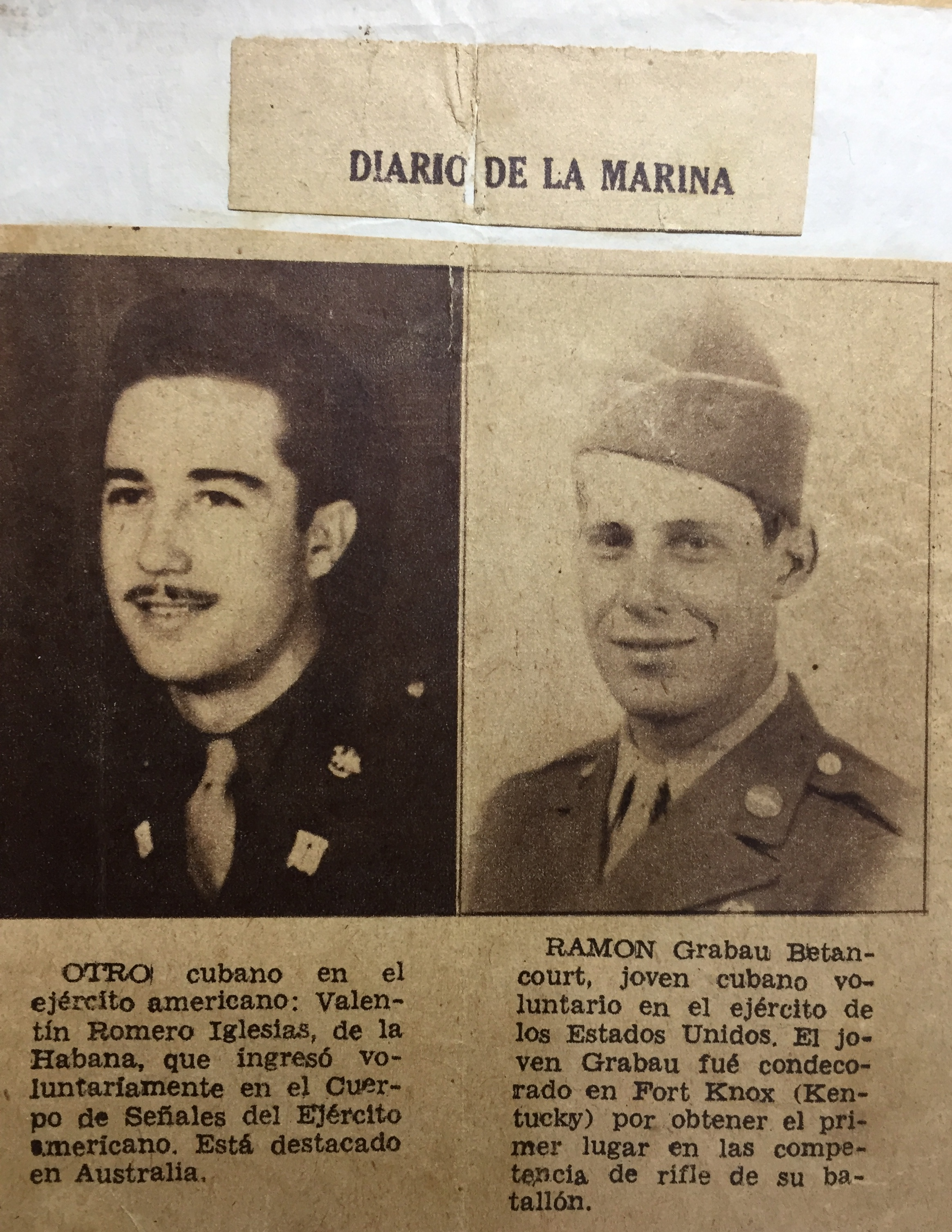
Кубино-американские солдаты

История Кубы во время Второй мировой войны начинается в 1939 году. Благодаря географическому положению Кубы у входа в Мексиканский залив, роли Гаваны как главного торгового порта в Вест-Индии и природным ресурсам страны, Куба была важным участником американского театра военных действий во Второй мировой войне и одним из крупнейших бенефициаров программа ленд-лиза Соединенных Штатов. Куба объявила войну державам Оси в декабре 1941 года, что сделало ее одной из первых латиноамериканских стран, вступивших в конфликт. Когда война закончилась в 1945 году, кубинские военные приобрели репутацию самой эффективной и склонной к сотрудничеству карибской нации.

## Бру и Батиста
Федерико Ларедо Бру был президентом Кубы, когда началась война. Его единственным значительным кризисом, связанным с войной, до того, как он покинул свой пост в 1940 году, было дело лайнера Сент-Луис. Лайнер Сент-Луис был немецким океанским лайнером, который перевозил более 900 еврейских беженцев из Германии на Кубу. По прибытии в Гавану кубинское правительство отказалось разрешить беженцам высадиться на берег, поскольку у них не было надлежащих разрешений и виз. После того, как океанский лайнер отправился на север, правительства Соединенных Штатов и Канады также отказались принимать беженцев, и поэтому Сент-Луис вернулся через Атлантику и высадил пассажиров в Европе. Некоторые отправились в Великобританию, но большинство отправилось в Бельгию и Францию, которые вскоре были захвачены немецкими войсками. В конечном счете, из-за неоднократного отказа принять беженцев, многие из них были взяты в плен немцами и убиты в концентрационных лагерях.
После кубинских выборов 1940 года Бру сменил «силач и главнокомандующий» кубинской армии Фульхенсио Батиста. Сначала Соединенные Штаты были обеспокоены намерениями Батисты относительно того, объединит ли он свою страну с Осью или союзниками. Батиста вскоре после того, как стал президентом, легализовал профашистскую организацию, связанную с Франсиско Франко и его режимом в Испании, но страх перед любыми симпатиями Батисты к нацистам рассеялся, когда он послал британцам в подарок большое количество сахара. Позже страх перед любой возможной симпатией к Франко также развеялся, когда он предложил Соединенным Штатам начать совместное американо-латиноамериканское вторжение в Испанию, чтобы свергнуть Франко и его режим, но план не осуществился.
Поддержка Батистой дела союзников была подтверждена в феврале 1941 года, когда он приказал всем немецким и итальянским консульским чиновникам покинуть его страну. Куба вступила в войну 9 декабря 1941 года, объявив войну Японии, которая двумя днями ранее нанесла разрушительный удар по базе ВМС США в Перл-Харборе на Гавайях. Куба объявила войну Германии и Италии 11 декабря 1941 г. и вслед за американцами разорвала отношения с Вишистской Францией 10 ноября 1942 г.

## Вклад в битву за Карибы
По словам контр-адмирала Сэмюэля Элиота Морисона, кубинские вооруженные силы были «наиболее готовыми к сотрудничеству и полезными из всех карибских государств» во время войны, а их военно-морской флот был «небольшим, но эффективным» в борьбе с немецкими подводными лодками. После объявления Кубой войны державам Оси Батиста подписал соглашение с Соединенными Штатами, которое давало разрешение США строить аэродромы на Кубе для защиты карибских морских котиков, а также подписал пакт о взаимной обороне с Мексикой для защиты от подводных лодок противника в Мексиканском заливе. Среди новых американских баз были авиабаза Сан-Антонионедалеко от Сан-Антонио-де-лос-Баньос и авиабаза Сан-Хулиан в Пинар-дель-Рио, обе из которых были построены в 1942 году и переданы кубинским военным после окончания войны.  Соединенные Штаты также поставили Кубе современные военные самолеты, которые были жизненно важны для береговой обороны и противолодочных операций, и переоборудовали кубинский флот современным оружием и другим оборудованием.
Во время Второй мировой войны кубинские военно-морские силы сопровождали сотни кораблей союзников через враждебные воды, прошли почти 400 000 миль в составе конвоев и патрулей, налетали более 83 000 часов в составе конвоев и патрулей и спасли с моря более 200 жертв немецких подводных лодок, не потеряв ни одного военного корабля или самолета в результате действий противника. Однако, несмотря на то, что кубинских военных хвалили за их поведение, на протяжении всей войны ходили слухи о том, что немцы использовали небольшие базы, скрытые в бухтах вдоль побережья Кубы, которые использовались для пополнения запасов подводных лодок. Тем не менее, слухи не оправдались, а отсутствие таких баз в Карибском море вынудило немцев разработать для логистики подводные лодки снабжения, и они создали подводную лодку типа XIV, которую прозвали «дойной коровой».

### Атаки на кубинские корабли
Куба потеряла шесть торговых судов во время войны, а кубинскому флоту приписывают потопление одной немецкой подводной лодки. Первыми четырьмя затонувшими торговыми судами были «Мансанильо», пароход водоизмещением 1025 тонн, «Сантьяго-де-Куба» водоизмещением 1685 тонн, «Мамби» водоизмещением 1983 тонны и «Либертад» водоизмещением 5441 тонна. Мансанильо был потоплен вместе с « Сантьяго-де-Куба» 12 августа 1942 года подводной лодкой U-508. Два корабля шли в составе Специального конвоя 12, когда на них напали у Флорида-Кис. В общей сложности 33 моряка погибли в результате самого смертоносного нападения на кубинский торговый флот во время войны, а еще 30 выжили.
Следующий бой произошел 13 мая 1943 года, когда U-176 потопила Мамби. Мамби был с конвоем NC-18, шедшем в шести милях от Манати, когда в него попала единственная торпеда, которая быстро потопила его, в результате чего погибли 23 человека, в том числе пятеро вооруженных гвардейцев ВМС США, которые управляли вооружением корабля; Еще 11 выжили, в том числе капитан корабля и один из вооруженных охранников. 2249-тонный американский корабль «SS Nickeliner» также был потоплен во время той же атаки после попадания в него двух торпед. Первый взрыв торпеды поднял нос корабля из воды и поднял в воздух столб воды и пламени примерно на 100 футов. Второй повредил цистерны с аммиачной водой, которые нес корабль. Чудом экипаж, в который входили семь вооруженных охранников, спустился в спасательные шлюпки без единой человеческой жертвы. Они были спасены кубинским охотником за подводными лодками, когда Nickeliner затонул и приземлился в Нуэвитас.
Либертад был самым большим кубинским торговым судном, затонувшим во время войны. Утром 4 декабря 1943 года 5441-тонный «Либертад» плыл примерно в 75 милях к юго-западу от мыса Хаттерас в Северной Каролине с конвоем KN-280 (следующим из Ки-Уэст в Нью-Йорк), когда U-129 атаковала его. Выпустив четыре торпеды, U-129 дважды попала в левый борт Либертада, в результате чего корабль сначала сильно накренился, а затем быстро затонул. Экипаж не успел подать сигнал бедствия и все еще спускал спасательные плоты, когда морская вода достигла палубы корабля: 25 человек погибли, а еще 11 были спасены ВМС США после того, как они несколько часов дрейфовали в море.
Два последних кубинских торговых корабля были потоплены в феврале 1944 года, судя по всему, без человеческих жертв. Всего за время войны Куба потеряла 10 296 тонн грузов, а также около 80 жизней, в том числе американских вооруженных охранников. Сегодня на Авенида-дель-Пуэрто в Гаване установлен памятник людям, погибшим в результате терактов.

### Потопление U-176

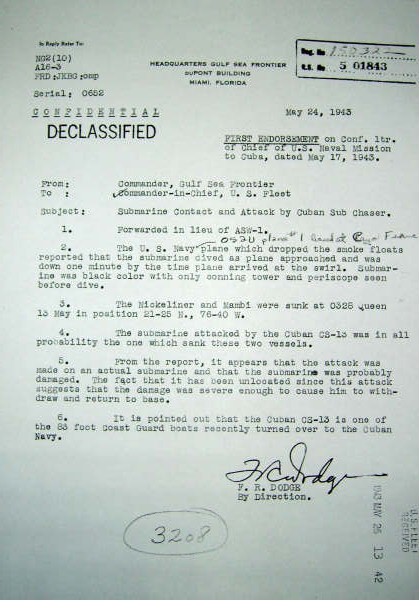
Рассекреченный отчет ВМС США о затоплении U-176.

Единственной подводной лодкой, потопленной кубинскими военно-морскими силами, была U-176, подводная лодка, потопившая Мамби и Nickeliner. 15 мая 1943 года эскадра кубинских охотников за подводными лодками, сформированная из кораблей CS-11, CS-12 и CS-13, вышла из Исабела-де-Сагуа в сторону Гаваны, сопровождая гондурасский корабль «Ванкс» и кубинский корабль «Камагуэй», оба из которых были загружены сахаром. Экипажи торговых и военных кораблей были в полной боевой готовности. Незадолго до их отплытия было получено предупреждение о том, что у северного побережья Матансаса была обнаружена всплывающая подводная лодка.
Корабли шли вперед на расстоянии 460 м друг от друга. Камагуэй находился на ближайшем к берегу фланге. Эскорт прошел на расстоянии 690–910 м. Впереди шел CS-12, за ним CS-11 с командиром эскадрильи на борту и, наконец, CS-13 был сзади. В 17:15, когда конвой отходил от Кайо-Мегано, в небе с северо-востока появился американский гидросамолет Vought OS2U Kingfisher. Самолет вошел в пике и, летя на малой высоте, сделал два круга, раскачиваясь, включая и выключая двигатель. Согласно установленному коду, эти маневры использовались, чтобы объявить о присутствии немецкой подводной лодки и обозначить ее точное положение. Затем Kingfisher сбросил дымовой поплавок.
Сбросив поплавок, командир кубинской эскадрильи приказал командиру CS-13 прапорщику Марио Рамиресу Дельгадо исследовать указанный самолетом район. Как только приказ был получен, CS-13 быстро направился в указанный район, где сонар патрульного катера зафиксировал четкий и точный контакт на расстоянии 820 метров. Моряк Норберто Кольядо Абреу, работавший с сонаром, был "приклеен" к оборудованию, не пропуская ни звука. Затем началась атака: с кормы в соответствии с расчетной скоростью подводной лодки были сброшены три глубинные бомбы, предназначенные для взрыва на глубине 100, 150 и 250 футов.
Было четко зафиксировано четыре взрыва. Четвертый взрыв был такой силы, что корма кубинского корабля была затоплена, а через люк машинного отделения хлынула вода. В то время гидрофоны сообщили о звуке, похожем на кипение жидкости, когда он исходит из подводного контейнера, который внезапно открывается, что указывало на то, что подводная лодка была поражена. Чтобы добить подводную лодку, патрульный катер запустил еще две глубинные бомбы, которые должны были взорваться на высоте 250 футов. Через несколько минут на поверхности воды наблюдалось темное пятно. Из глубины вырвалась струя черной вязкой субстанции, пахнущей бензином. Хотя не было никаких сомнений в том, что подводная лодка была потоплена, Дельгадо было приказано взять пробу загрязненной морской воды, чтобы подтвердить победу. Но только после войны, когда союзники захватили военно-морские записи Германии, были обнаружены доказательства гибели U-176. Согласно изъятым документам, U-176 находилась под командованием капитана-лейтенанта Райнера Дирксена, за свою карьеру потопила одиннадцать вражеских кораблей и сама была потоплена вместе со всем экипажем.
Исследование района боя гидроакустической аппаратурой продолжалось некоторое время после боя, но никаких звуков обнаружено не было. Затем CS-13 снова присоединился к колонне и продолжил движение. По прибытии в Гавану и после того, как он лично проинформировал главу военно-морского флота, Дельгадо поговорил по телефону с президентом Батистой, который приказал ему хранить полное молчание о том, что произошло. По какой-то неизвестной причине, по словам Дельгадо, потопление U-176 оставалось тайной для кубинской общественности до конца войны. В 1946 году Дельгадо наконец был награжден орденом «За заслуги перед военно-морской службой» с красным знаком. Кроме того, контр-адмирал Сэмюэл Э. Морисон, официальный историк ВМС США, признал его успех в своей работе «История военно-морских операций США во Второй мировой войне», в которой он также высоко оценил возможности и эффективность кубинского флота.
Сэмюэл Э. Морисон написал о бое следующее:
... Патрульный катер CS-13 под командованием ... Марио Рамиреса Дельгадо ускорился, установил хороший контакт через гидролокатор и провел две точные атаки глубинными зарядами, которые уничтожили U-176. Это была единственная успешная атака на подводную лодку, совершенная надводным подразделением размером менее 180 футов, поэтому небольшой, но эффективный кубинский флот с гордостью рассматривает это потопление.

## Дело Люнинга
Немецкая шпионская деятельность на Кубе была незначительной, несмотря на важность страны для военных действий союзников, и была ликвидирована контрразведкой союзников, прежде чем она действительно могла начаться. Вскоре после начала войны немцы начали использовать подпольную сеть связи в Южной Америке, чтобы собирать секретную информацию и безопасно переправлять ее из региона в оккупированную немцами Европу. Для Кубы Абвер отправил агента, Хайнца Люнинга, в Гавану с приказом создать секретную радиостанцию, а затем передать собранную информацию агентам в Южной Америке, откуда она затем будет отправлена прямо в Германию.
По словам автора Томаса Шуновера, план мог сработать, но Люнинг был некомпетентным шпионом, не освоившим основы шпионажа. Например, он никогда не мог заставить свое радио работать правильно, он не понимал, как использовать невидимые чернила, которыми его снабдили, и потерял почтовые ящики. Однако после его преждевременного ареста в августе 1942 года официальные лица союзников, включая президента Батисту, генерала Мануэля Бенитеса, Джона Эдгара Гувера и Нельсона Рокфеллера, попытались сфабриковать связь между Люнингом и немецкими подводными лодками, действующими в Карибском море, заявив, что он связывался с ними по радио, чтобы объяснить общественности их неудачи в начале кампании подводных лодок. Официальные лица союзников повысили важность Люнинга до уровня «главного шпиона», но нет никаких свидетельств того, что он когда-либо находил хоть одну важную разведывательную информацию во время своего пребывания на Кубе. Люнинг был признан виновным в шпионаже и казнен на Кубе в ноябре 1942 года. Он был единственным немецким шпионом, казненным в Латинской Америке во время войны.

## Патрули Хемингуэя
Эрнест Хемингуэй жил в своем доме «Финка Вихия» на Кубе, когда началась война. Его первым вкладом в военные действия союзников, не покидая острова, была организация собственной контрразведки для искоренения любых шпионов Оси, действующих в Гаване. подразделение Хемингуэя, названное «Плутовской фабрикой», состояло из 18 человек, со многими из которых он работал пять лет назад во время гражданской войны в Испании. Однако попытка не увенчалась успехом, и вскоре Хемингуэй обратил свое внимание на борьбу с немецкими подводными лодками, действовавшими в Карибском море.
Всего через три недели после получения разрешения от посла Спруилла Брейдена  на создание «Плутовской фабрики» Хемингуэй попросил у Брейдена разрешения вооружить его рыбацкую лодку «Пилар» для патрулирования против подводных лодок у кубинского побережья. Удивительно, но Брейден дал разрешение Хемингуэю, который приступил к вооружению «Пилара» и его экипажа пулеметами, базуками и ручными гранатами. План Хемингуэя был похож на план кораблей-ловушек: он будет плавать на том, что казалось безобидным прогулочным судном, приглашая немцев всплыть и взять их на абордаж, и когда они это сделают, абордажная группа будет уничтожена с помощью пулемётов, а затем подводная лодка будет атакована базуками и гранатами.
Патрули Хемингуэя против немецких подводных лодок оказались столь же неудачными, как и контрразведывательная операция. Шли месяцы, а подводных лодок не появлялось, патрулирование «Пилара» превратилось в поездки для рыбалки, а гранаты стали бросать в море как «пьяный спорт». Взяв в команду своих сыновей Патрика и Грегори, Хемингуэй признал, что его предприятие по охоте на подводные лодки «превратилось в фарс», но никогда не признавал этого прямо. Спустя годы кубинский морской офицер Марио Рамирес Дельгадо, потопивший U-176, сказал, что Хемингуэй был «плэйбоем, который из прихоти охотился на подводные лодки у кубинского побережья».